# Seven de Singapur 2005
El Seven de Singapur de 2005 fue la tercera edición del torneo de rugby 7, fue el quinto torneo de la temporada 2004-05 de la Serie Mundial Masculina de Rugby 7.
Se disputó en la instalaciones del Estadio Nacional de Singapur.

## Fase de grupos

### Grupo A
| Equipo        | Encuentros | Encuentros | Encuentros | Encuentros | Tantos  | Tantos    | Tantos     | Puntos |
| Equipo        | jugados    | ganados    | empatados  | perdidos   | a favor | en contra | diferencia | Puntos |
| ------------- | ---------- | ---------- | ---------- | ---------- | ------- | --------- | ---------- | ------ |
| Nueva Zelanda | 3          | 3          | 0          | 0          | 153     | 14        | 139        | 9      |
| Australia     | 3          | 2          | 0          | 1          | 107     | 45        | 62         | 7      |
| China Taipéi  | 3          | 1          | 0          | 2          | 22      | 107       | 85         | 5      |
| Singapur      | 3          | 0          | 0          | 3          | 7       | 123       | -116       | 3      |

Nota: Se otorgan 3 puntos al equipo que gane un partido, 2 al que empate y 1 al que pierda

### Grupo B
| Equipo     | Encuentros | Encuentros | Encuentros | Encuentros | Tantos  | Tantos    | Tantos     | Puntos |
| Equipo     | jugados    | ganados    | empatados  | perdidos   | a favor | en contra | diferencia | Puntos |
| ---------- | ---------- | ---------- | ---------- | ---------- | ------- | --------- | ---------- | ------ |
| Inglaterra | 3          | 3          | 0          | 0          | 83      | 12        | 71         | 9      |
| Escocia    | 3          | 2          | 0          | 1          | 71      | 33        | 38         | 7      |
| Kenia      | 3          | 1          | 0          | 2          | 36      | 52        | -16        | 5      |
| Hong Kong  | 3          | 0          | 0          | 3          | 0       | 93        | -93        | 3      |

### Grupo C
| Equipo    | Encuentros | Encuentros | Encuentros | Encuentros | Tantos  | Tantos    | Tantos     | Puntos |
| Equipo    | jugados    | ganados    | empatados  | perdidos   | a favor | en contra | diferencia | Puntos |
| --------- | ---------- | ---------- | ---------- | ---------- | ------- | --------- | ---------- | ------ |
| Fiyi      | 3          | 3          | 0          | 0          | 112     | 29        | 83         | 9      |
| Sudáfrica | 3          | 2          | 0          | 1          | 122     | 31        | 91         | 7      |
| Francia   | 3          | 1          | 0          | 2          | 78      | 61        | 17         | 5      |
| Tailandia | 3          | 0          | 0          | 3          | 0       | 191       | -191       | 3      |

### Grupo D
| Equipo    | Encuentros | Encuentros | Encuentros | Encuentros | Tantos  | Tantos    | Tantos     | Puntos |
| Equipo    | jugados    | ganados    | empatados  | perdidos   | a favor | en contra | diferencia | Puntos |
| --------- | ---------- | ---------- | ---------- | ---------- | ------- | --------- | ---------- | ------ |
| Samoa     | 3          | 2          | 1          | 0          | 83      | 29        | 54         | 8      |
| Argentina | 3          | 2          | 1          | 0          | 57      | 26        | 31         | 8      |
| Canadá    | 3          | 1          | 0          | 2          | 36      | 48        | -12        | 5      |
| China     | 3          | 0          | 0          | 3          | 15      | 88        | -73        | 3      |

## Fase Final

### Cuartos de final
| 4 de abril | Nueva Zelanda | 31 - 7 | Escocia |  |  |

| 4 de abril | Sudáfrica | 28 - 5 | Samoa |  |  |

| 4 de abril | Inglaterra | 17 - 14 | Australia |  |  |

| 4 de abril | Fiyi | 21 - 10 | Argentina |  |  |

### Semifinal
| 4 de abril | Nueva Zelanda | 28 - 14 | Sudáfrica |  |  |

| 4 de abril | Inglaterra | 14 - 12 | Fiyi |  |  |

### Final
| 4 de abril | Nueva Zelanda | 26 - 5 | Inglaterra |  |  |

| Bandera de Nueva Zelanda |
| Campeón Nueva Zelanda    |
| 4º título del circuito   |